# Saison 2016 de l'équipe cycliste Lotto-Soudal
La saison 2016 de l'équipe cycliste Lotto-Soudal est la cinquième de cette équipe.

## Préparation de la saison 2016

### Sponsors et financement de l'équipe
Depuis son lancement en 2012, l'équipe a pour principal sponsor la loterie nationale belge Lotto. L'entreprise Soudal, fabricant de mastics et silicones, est sponsor de l'équipe depuis 2013 et deuxième sponsor-titre depuis 2015. Ces deux sponsors principaux sont engagés jusque 2020. Depuis 2012, Ridley est le fournisseur de cycles de l'équipe.

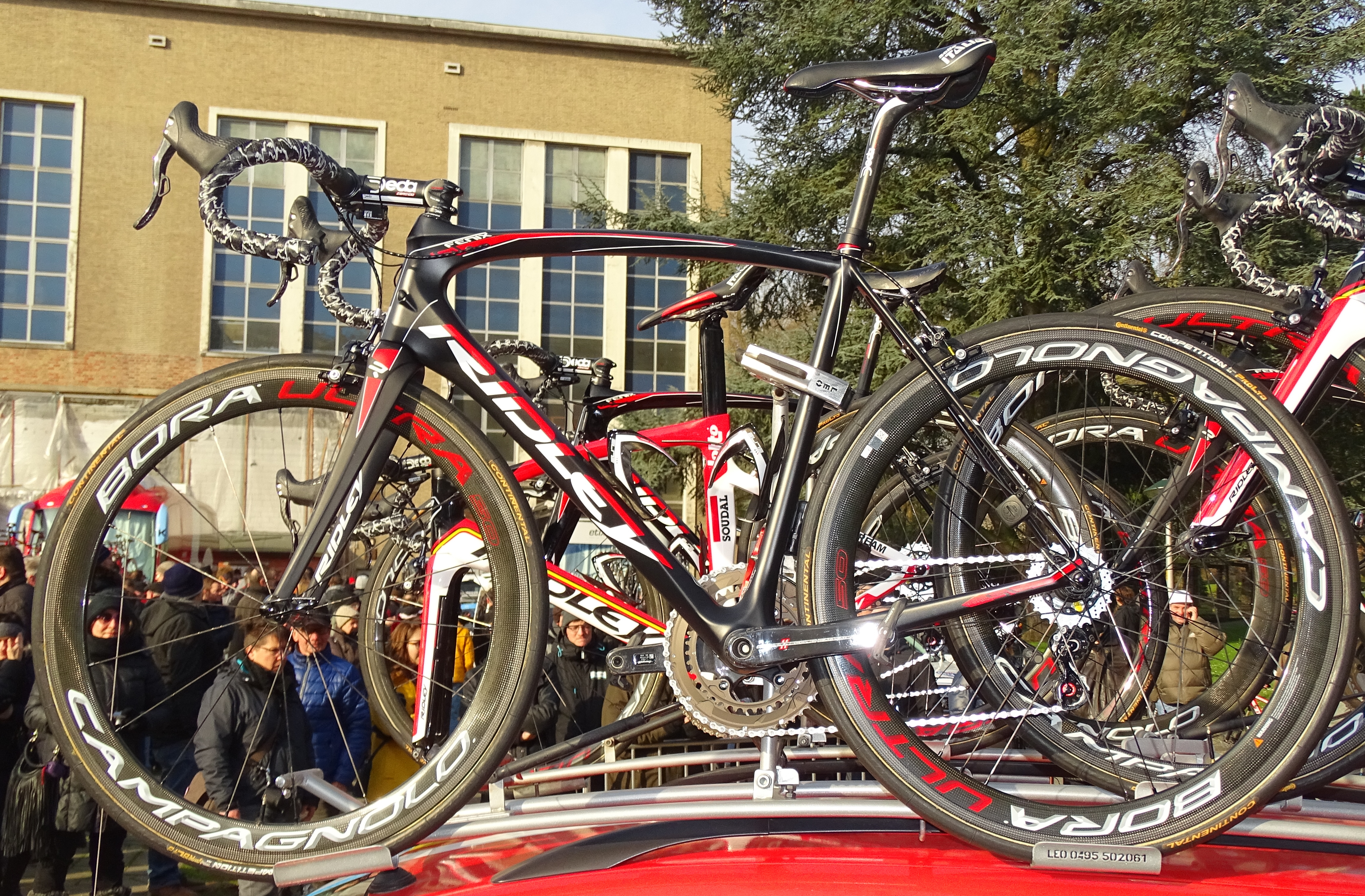
Vélo Ridley Fenix SL de l'équipe lors du Circuit Het Nieuwsblad.
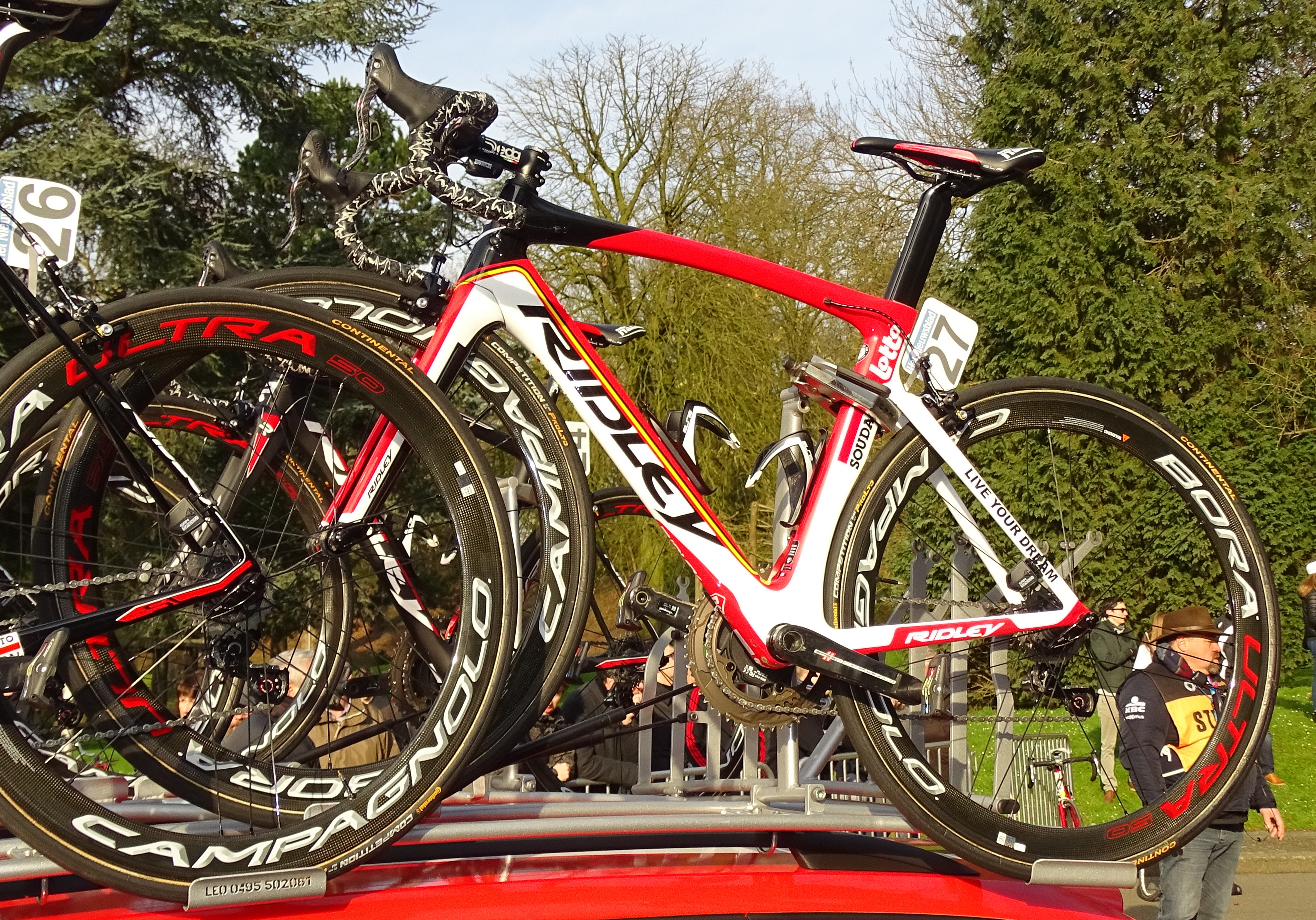
Vélo Ridley Noah SL de l'équipe lors du Circuit Het Nieuwsblad.
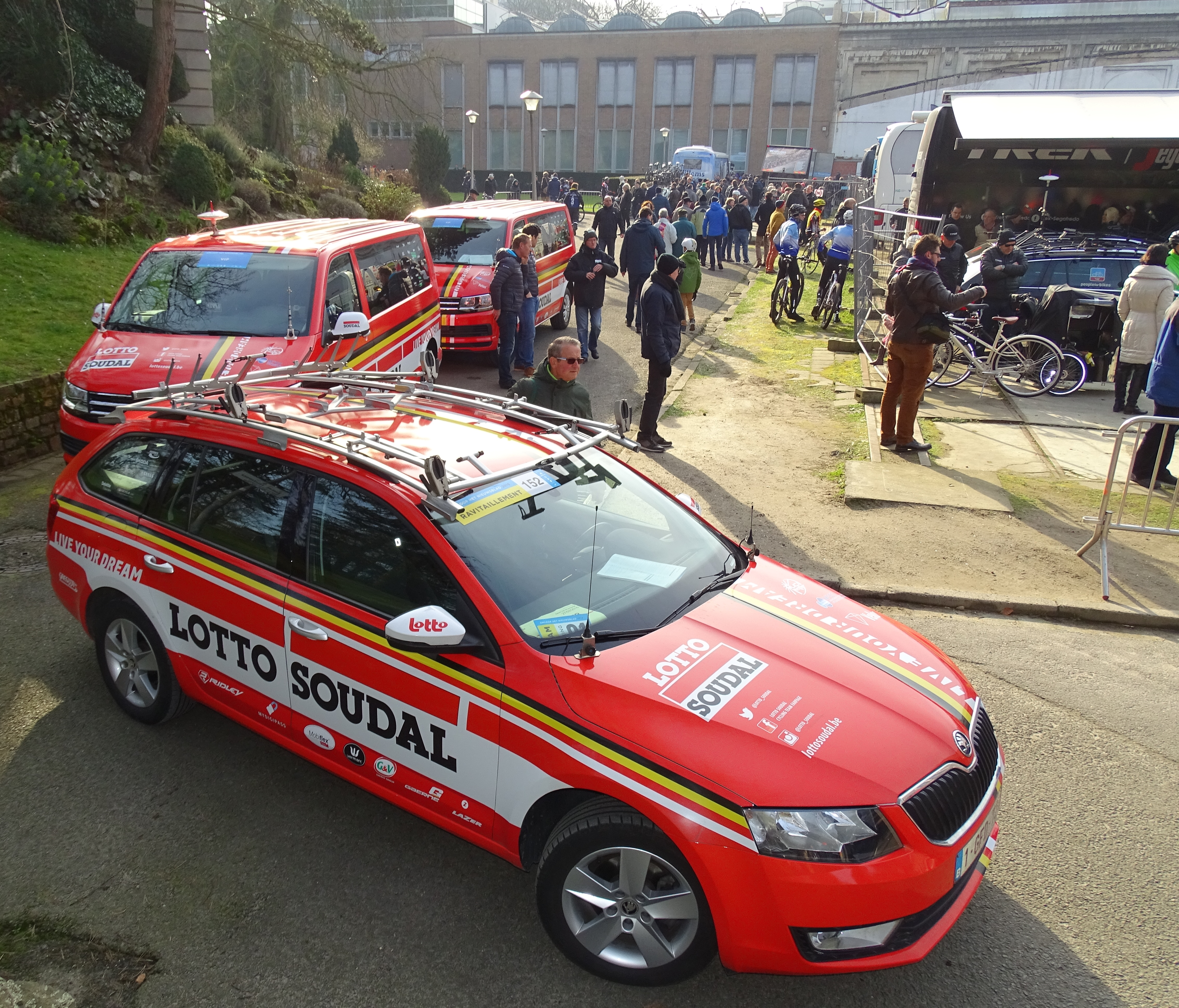
Une voiture de l'équipe lors du Circuit Het Nieuwsblad.

### Arrivées et départs
| Arrivées          | Équipe 2015                 |
| ----------------- | --------------------------- |
| Frederik Frison   | Lotto-Soudal U23            |
| Tomasz Marczyński | Torku Şekerspor             |
| Rafael Valls      | Lampre-Merida               |
| Jelle Wallays     | Topsport Vlaanderen-Baloise |

| Départs               | Équipe 2016            |
| --------------------- | ---------------------- |
| Vegard Breen          | Fortuneo-Vital Concept |
| Kenny Dehaes          | Wanty-Groupe Gobert    |
| Boris Vallée          | Fortuneo-Vital Concept |
| Jurgen Van den Broeck | Katusha                |
| Dennis Vanendert      | ?                      |

## Coureurs et encadrement technique

### Effectif
| Cycliste           | Date de naissance | Nationalité      | Équipe 2015                 |  |
| ------------------ | ----------------- | ---------------- | --------------------------- |  |
| Sander Armée       | 10 décembre 1985  | Belgique         | Lotto-Soudal                |  |
| Lars Bak           | 16 janvier 1980   | Danemark         | Lotto-Soudal                |  |
| Tiesj Benoot       | 11 mars 1994      | Belgique         | Lotto-Soudal                |  |
| Kris Boeckmans     | 13 février 1987   | Belgique         | Lotto-Soudal                |  |
| Stig Broeckx       | 10 mai 1990       | Belgique         | Lotto-Soudal                |  |
| Sean De Bie        | 3 octobre 1991    | Belgique         | Lotto-Soudal                |  |
| Jasper De Buyst    | 24 novembre 1993  | Belgique         | Lotto-Soudal                |  |
| Bart De Clercq     | 26 août 1986      | Belgique         | Lotto-Soudal                |  |
| Thomas De Gendt    | 6 novembre 1986   | Belgique         | Lotto-Soudal                |  |
| Jens Debusschere   | 20 août 1989      | Belgique         | Lotto-Soudal                |  |
| Gert Dockx         | 4 juillet 1988    | Belgique         | Lotto-Soudal                |  |
| Frederik Frison    | 28 juillet 1992   | Belgique         | Lotto-Soudal U23            |  |
| Tony Gallopin      | 24 mai 1988       | France           | Lotto-Soudal                |  |
| André Greipel      | 16 juillet 1982   | Allemagne        | Lotto-Soudal                |  |
| Adam Hansen        | 11 mai 1981       | Australie        | Lotto-Soudal                |  |
| Gregory Henderson  | 10 septembre 1976 | Nouvelle-Zélande | Lotto-Soudal                |  |
| Pim Ligthart       | 16 juin 1988      | Pays-Bas         | Lotto-Soudal                |  |
| Tomasz Marczyński  | 6 mars 1984       | Pologne          | Torku Şekerspor             |  |
| Maxime Monfort     | 14 janvier 1983   | Belgique         | Lotto-Soudal                |  |
| Jürgen Roelandts   | 2 juillet 1985    | Belgique         | Lotto-Soudal                |  |
| Marcel Sieberg     | 30 avril 1982     | Allemagne        | Lotto-Soudal                |  |
| Rafael Valls       | 27 juin 1987      | Espagne          | Lampre-Merida               |  |
| Tosh Van der Sande | 28 novembre 1990  | Belgique         | Lotto-Soudal                |  |
| Jelle Vanendert    | 19 février 1985   | Belgique         | Lotto-Soudal                |  |
| Louis Vervaeke     | 6 octobre 1993    | Belgique         | Lotto-Soudal                |  |
| Jelle Wallays      | 11 mai 1989       | Belgique         | Topsport Vlaanderen-Baloise |  |
| Tim Wellens        | 15 mai 1991       | Belgique         | Lotto-Soudal                |  |
| Stagiaire          | Date de naissance | Nationalité      | Équipe 2016                 |  |
| Kevin Deltombe     | 27 février 1994   | Belgique         | Lotto-Belisol U23           |  |
| Michael Goolaerts  | 24 juillet 1994   | Belgique         | Lotto-Belisol U23           |  |
| James Shaw         | 13 juin 1996      | Royaume-Uni      | Lotto-Belisol U23           |  |

Portraits
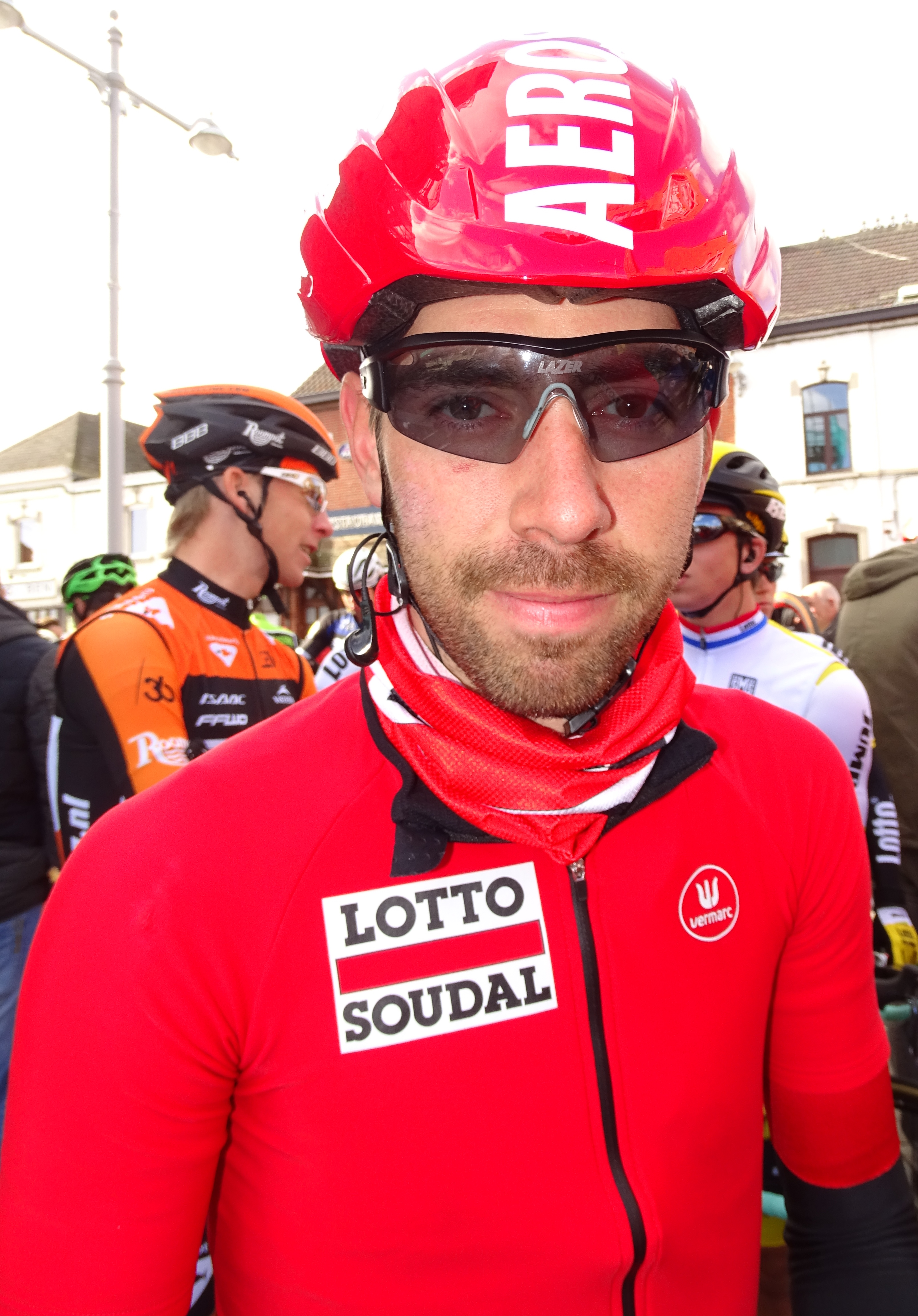
Thomas De Gendt.
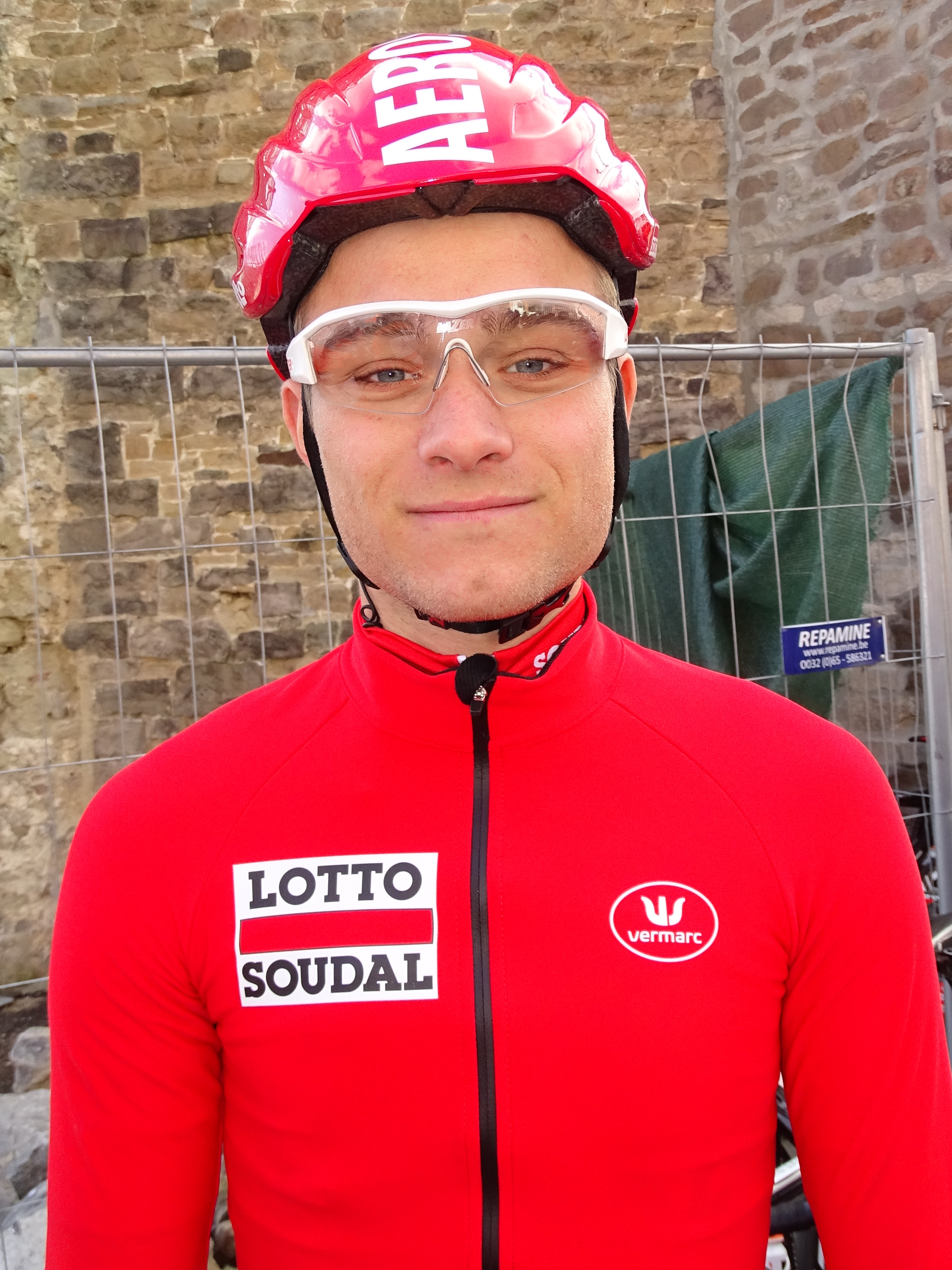
Tosh Van der Sande.
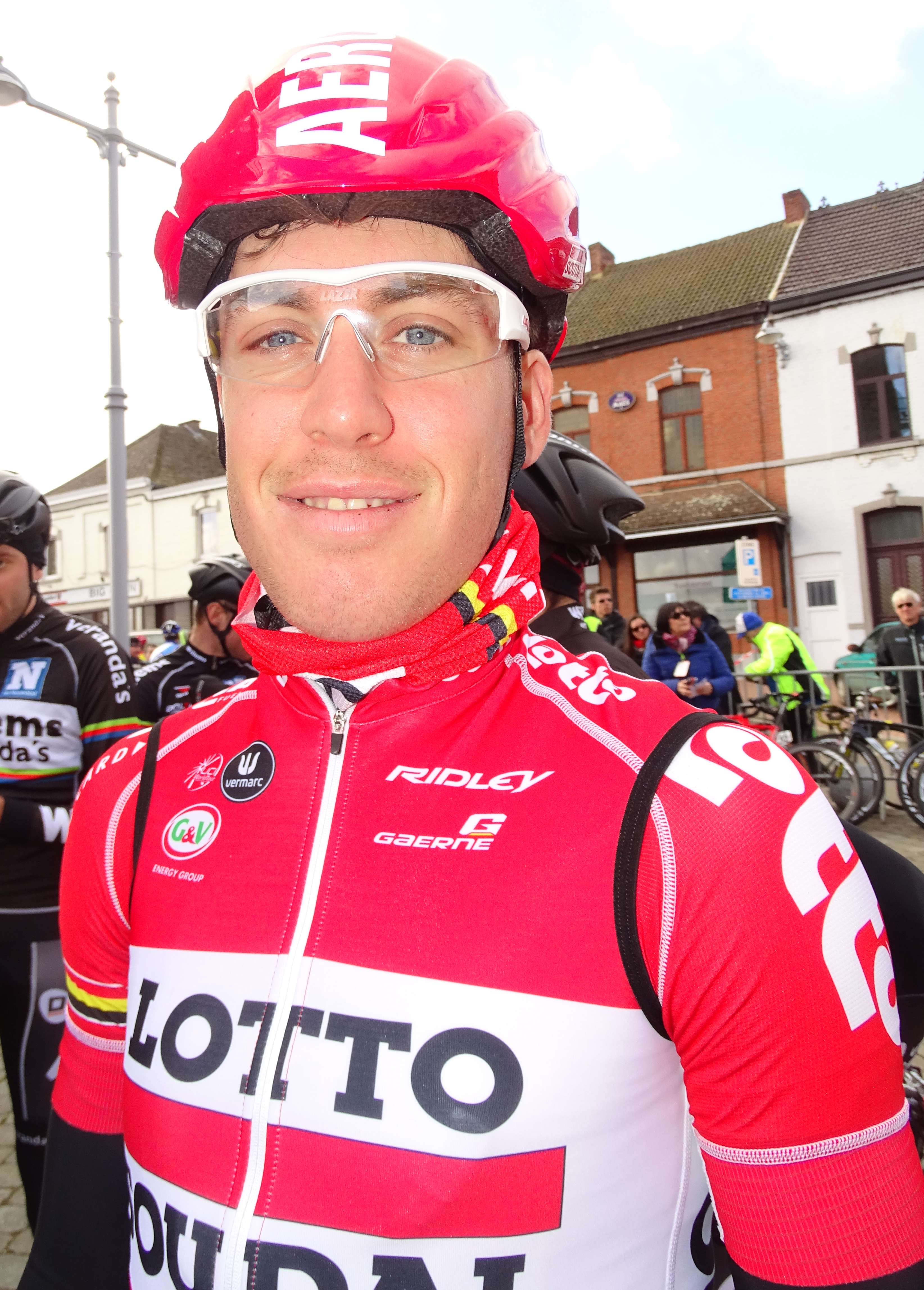
Jelle Wallays.

## Bilan de la saison

### Victoires
| Date       | Course                                                    | Pays        | Classe | Vainqueur          |
| ---------- | --------------------------------------------------------- | ----------- | ------ | ------------------ |
| 28/01/2016 | Trofeo Felanitx-Ses Salines-Campos-Porreres               | Espagne     | 1.1    | André Greipel      |
| 31/01/2016 | Trofeo Playa de Palma                                     | Espagne     | 1.1    | André Greipel      |
| 06/03/2016 | Classement général des Trois jours de Flandre-Occidentale | Belgique    | 2.1    | Sean De Bie        |
| 13/03/2016 | 7e étape de Paris-Nice                                    | France      | WT     | Tim Wellens        |
| 23/03/2016 | À travers les Flandres                                    | Belgique    | 1.HC   | Jens Debusschere   |
| 24/03/2016 | 4e étape du Tour de Catalogne                             | Espagne     | WT     | Thomas De Gendt    |
| 26/04/2016 | 3e étape du Tour de Turquie                               | Turquie     | 2.HC   | André Greipel      |
| 11/05/2016 | 5e étape du Tour d'Italie                                 | Italie      | WT     | André Greipel      |
| 12/05/2016 | 6e étape du Tour d'Italie                                 | Italie      | WT     | Tim Wellens        |
| 13/05/2016 | 7e étape du Tour d'Italie                                 | Italie      | WT     | André Greipel      |
| 19/05/2016 | 12e étape du Tour d'Italie                                | Italie      | WT     | André Greipel      |
| 02/06/2016 | 1re étape du Tour de Luxembourg                           | Luxembourg  | 2.HC   | André Greipel      |
| 26/06/2016 | Championnat d'Allemagne sur route                         | Allemagne   | CN     | André Greipel      |
| 14/07/2016 | 12e étape du Tour de France                               | France      | WT     | Thomas De Gendt    |
| 16/07/2016 | 5e étape du Tour de Pologne                               | Pologne     | WT     | Tim Wellens        |
| 18/07/2016 | Classement général du Tour de Pologne                     | Pologne     | WT     | Tim Wellens        |
| 20/07/2016 | Grand Prix Cerami                                         | Belgique    | 1.1    | Jelle Wallays      |
| 24/07/2016 | 21e étape du Tour de France                               | France      | WT     | André Greipel      |
| 11/08/2016 | 2e étape du Tour de l'Ain                                 | France      | 2.1    | Tosh Van der Sande |
| 04/09/2016 | 1re étape du Tour de Grande-Bretagne                      | Royaume-Uni | 2.HC   | André Greipel      |
| 15/09/2016 | Grand Prix de Wallonie                                    | Belgique    | 1.1    | Tony Gallopin      |

### Résultats sur les courses majeures
Les tableaux suivants représentent les résultats de l'équipe dans les principales courses du calendrier international (les cinq classiques majeures et les trois grands tours). Pour chaque épreuve est indiqué le meilleur coureur de l'équipe, son classement ainsi que les accessits glanés par Lotto-Soudal sur les courses de trois semaines.

#### Classiques
| Classique            | Milan-San Remo        | Tour des Flandres      | Paris-Roubaix       | Liège-Bastogne-Liège  | Tour de Lombardie |
| -------------------- | --------------------- | ---------------------- | ------------------- | --------------------- | ----------------- |
| Coureur (classement) | Jürgen Roelandts (3e) | Jürgen Roelandts (17e) | Marcel Sieberg (7e) | Jelle Vanendert (22e) | -                 |

#### Grands tours
| Grand tour           | Tour d'Italie                                          | Tour de France                                          | Tour d'Espagne       |
| -------------------- | ------------------------------------------------------ | ------------------------------------------------------- | -------------------- |
| Coureur (classement) | Maxime Monfort (15e)                                   | Thomas De Gendt (40e)                                   | Maxime Monfort (16e) |
| Accessits            | 4 victoires d'étape (André Greipel (3) et Tim Wellens) | 2 victoires d'étapes (Thomas De Gendt et André Greipel) | -                    |